# Auguste Forestier
Ne doit pas être confondu avec Auguste Forestier (artiste).
Pour les personnes ayant le même patronyme, voir Forestier (homonymie).
Benoît Auguste Forestier, né en 1811, mort en 1873, est un ingénieur en chef des Ponts et chaussées.
Il fait de grands travaux dans les ports et dirige d'utiles améliorations. Il est connu comme inventeur de nouveaux moyens de conservation des bois à la mer.

## Biographie
Né à Ambert dans le Puy-de-Dôme le 26 octobre 1811, Benoît-Auguste Forestier, usuellement Auguste Forestier, est le fils de Jacques Benoît Forestier, receveur des finances révoqué à la Restauration, devenu négociant, et de Marie-Adélaïde Malmenayde ; il est le cousin germain du missionnaire Benoît Forestier.

### Polytechnicien et saint-simonien
Auguste Forestier entre à l'École Polytechnique en 1830. Le registre matricule de l'école précise qu'il est boursier, titulaire d'une demi-bourse en 1830-1831 reconduite l'année suivante ; il est brun, mesure 1,73 m, et entre huitième à l'École. Il figure parmi les quatre élèves que Prosper Enfantin compte parmi ses adeptes, et qui éprouvent « sympathie, estime et admiration » pour le saint-simonisme. En 1831, il remercie de recevoir le journal saint-simonien Le Globe. Il sort de l'École le neuvième en 1832, et entre ensuite à l'École des ponts et chaussées.

### Ingénieur en chef des ponts et chaussées
Ingénieur des ponts et chaussées, il exécute de grands travaux, surtout dans les ports maritimes,.
Ingénieur à Saintes, il y dirige en 1842 les travaux pour le pont suspendu. En 1844, il étudie l'hydrographie de la Charente et son évolution historique. Il prend part à la création du haras national de Saintes en 1845. En plus de ses fonctions d'ingénieur à Saintes, il y est conseiller municipal de 1843 à 1853.
Il est nommé ingénieur en chef des Ponts et chaussées pour la Vendée en 1853, puis pour l'Ardèche ; il est ingénieur en chef pendant vingt ans, sur quarante ans de carrière. C'est en Vendée qu'il effectue ses travaux sur la conservation des bois à la mer. Dans les postes successifs qu'il occupe, il conçoit d'utiles améliorations et dirige leur mise en œuvre.

### Travaux sur la conservation des bois

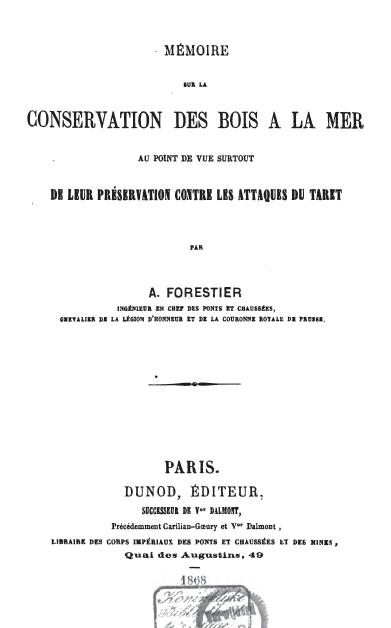
Mémoire sur la conservation des bois à la mer, 1868.

Auguste Forestier est surtout connu pour ses travaux et ses inventions sur la conservation des bois à la mer. Il publie ses observations et ses premiers résultats dans les Annales des ponts et chaussées en 1861, puis à la demande de son ministère de tutelle, il en fait un « grand mémoire » qu'il publie en 1868 ; La Grande encyclopédie signale en 1893 qu'on le « consulte encore avec fruit »,. Il reçoit pour ce travail la grande médaille d'or du meilleur travail scientifique paru dans les Annales des ponts et chaussées.
Il étudie notamment la créosote, et met au point un créosotage optimal des bois. Le Grand dictionnaire universel du XIXe siècle note à « créosote » :

« M. Auguste Forestier, ingénieur en chef des ponts et chaussées, qui a fait des expériences très-concluantes sur le créosotage des bois, évalue à 300 kilogr. la quantité de créosote que doit absorber 1 mètre cube de bois, pour une imprégnation complète et efficace. »

### Décès, postérité

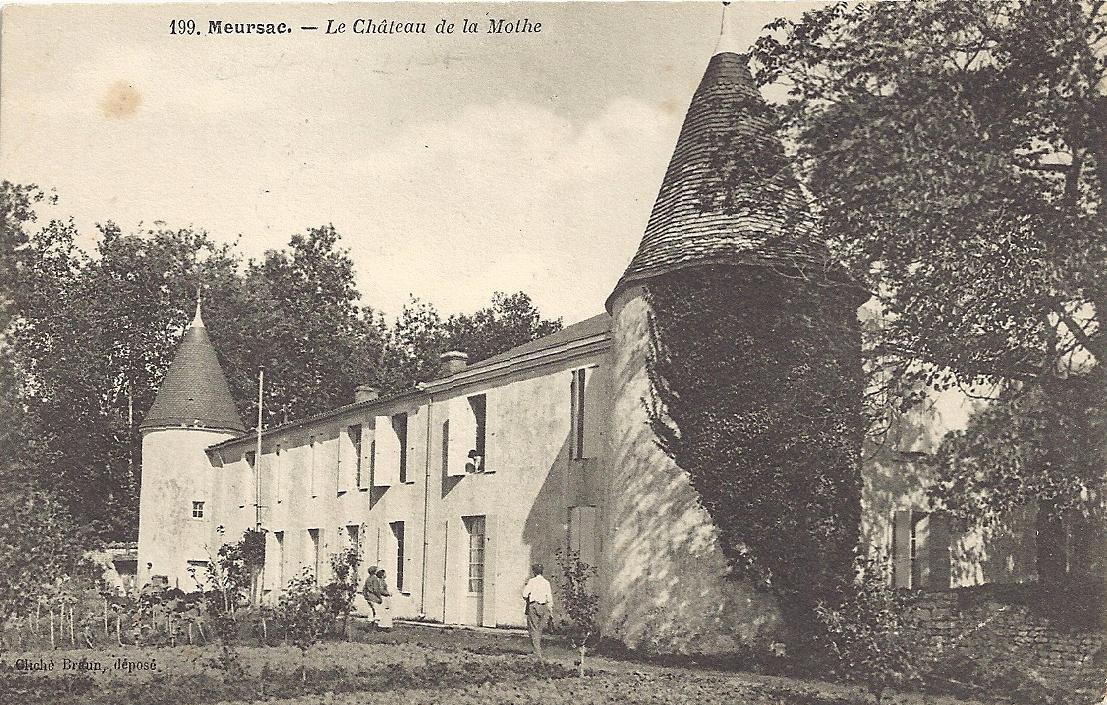
Auguste Forestier possède le château de La Mothe à Meursac.

Auguste Forestier meurt à Privas, dans l'Ardèche, le 28 juin 1873. Il est enterré à Meursac,. Il était chevalier de la Légion d'honneur et titulaire de plusieurs ordres étrangers.
Il a épousé Emma Eugénie Lachaud de Loqueyssie, fille de François Lachaud de Loqueyssie, payeur général à la Grande armée puis trésorier-payeur général de Dordogne, et de Louise Colard, et tante du député Joseph Lachaud de Loqueyssie.
- Il est le père de :
  - Georges Forestier (1838-1905), inspecteur général des ponts et chaussées, président du Congrès international de l'automobile en 1900.
  - Eugène Forestier (v.1840-1922), maire de Riom.
  - Une fille, qui épouse Jules Dingler (1836-1901), ingénieur des Ponts et chaussées, directeur des travaux du canal de Panamá.

## Distinctions
- Chevalier de la Légion d'honneur, 1843[11].
- Officier de l'ordre de la Couronne de chêne des Pays-Bas, 1870[11].
- Chevalier de la couronne royale de Prusse, 1867[11].
- Chevalier de l'ordre de la Couronne d'Italie, 1869[11].
- Grande médaille d'or du meilleur travail scientifique paru dans les Annales des ponts et chaussées[7].

## Ouvrages
- Exposition des produits de l'industrie, de l'agriculture et des beaux-arts de Saintes, en 1851, Compte rendu du jury, Forestier, rapporteur, Saintes, Lacroix, s.d. (1851).
- Plan général du port des Sables d'Olonne, par A. Forestier, Paris, s.n., 1861.
- « Emploi à la mer des bois créosotés », dans les Annales des ponts et chaussées: Partie technique. Mémoires et documents, Commission des Annales des ponts et chaussées, p. 352 et suivantes, mai-juin 1861 [lire en ligne].
- Mémoire sur la conservation des bois à la mer, au point de vue surtout de leur préservation contre les attaques du taret, Paris, Dunod éditeur, 1868 [lire en ligne] (Pré-publié dans les Annales des ponts et chaussées, 1868, p. 307-392 [lire en ligne]).